# New Holland Agriculture
New Holland este o marcă comercială globală de mașini agricole produse de CNH Industrial. Produsele agricole noi din Țările de Jos includ tractoare, combină de cereale, presă, mașini de recoltat furaje, pulverizatoare autopropulsate, instrumente de tuns, echipamente de însămânțare, tractoare hobby, vehicule utilitare și unelte și recoltoare de struguri.
Compania originală New Holland Machine Company a fost fondată în 1895 în New Holland, Pennsylvania; a fost achiziționată de Sperry Corporation în 1947, apoi de Ford Motor Company în 1986, apoi de FiatAgri în 1991, devenind un producător complet. În 1999, New Holland a devenit un brand al CNH Global (NYSE: CNH), care era deținut majoritar de Fiat Industrial. La 29 septembrie 2013, CNH Global N.V. și Fiat Industrial S.p.A. au fost fuzionate cu CNH Industrial N.V., companie constituită în Țările de Jos. Acționarii Fiat Industrial au primit o acțiune comună CNH Industrial pentru fiecare acțiune Fiat Industrial deținută, iar acționarii CNH Global au primit 3.828 acțiuni comune CNH Industrial pentru fiecare acțiune comună CNH Global deținută. CNH Industrial N.V. a fost ulterior listată atât la NYSE, cât și la bursa din Milano (Mercato Telematico Azionario).
Echipamentele New Holland sunt fabricate în întreaga lume; sediul administrativ actual se află la Torino, Italia, cu New Holland, Pennsylvania, care servește ca sediu al mărcii pentru America de Nord și acasă cea mai mare unitate de producție de unelte de fân din lume. Cu 18 fabrici răspândite la nivel mondial, precum și șase întreprinderi comune în America, Asia și Orientul Mijlociu, corporația este prezentă în 170 de țări din întreaga lume.
În ultimii ani, firma a primit mai multe premii pentru produsele, designurile și caracteristicile sale inovatoare. Recent, New Holland a prezentat NH2, un tractor pentru fermieri cu motor pe bază de hidrogen care poate reumple generarea de energie din surse regenerabile. New Holland deține, de asemenea, mărci comerciale pentru inovații specifice pe produsele sale, precum sistemul ABS Super Steer, Opti Fan System, sistemul Intellifill și altele.
Marca a fost principalul sponsor Juventus F.C. din 2007 până în 2010.

## Legături externe
- New Holland Website
- CNH Global Corporate Website
- New Holland European Press Kit
- New Holland North America Press Kit Arhivat în 20 mai 2017, la Wayback Machine.
- New Holland NH2 - Hydrogen-powered tractor in an Energy Independent Farm
- New Holland Service Manual Website Arhivat în 28 iunie 2013, la Wayback Machine.
- Ricambi New Holland